# Elena López
Elena López Benaches (Valência, 4 de outubro de 1994) é uma ginasta espanhola que compete em provas de ginástica rítmica, medalhista olímpica nos Jogos do Rio de Janeiro, em 2016.

## Carreira
López começou na prática da ginástica rítmica aos 6 anos de idade no clube da cidade de Turís, Valência. Posteriormente começou a praticar a modalidade em grupo no Clube de Ginástica Rítmica de Alzira por dois anos, até se transferir para o Clube L'Almara de Burjassot, em 2005, onde permaneceu até sua chegada à seleção nacional espanhola.
Participou dos Jogos Olímpicos de 2012, em Londres, ao lado de Loreto Achaerandio, Sandra Aguilar, Lourdes Mohedano, Alejandra Quereda e Lidia Redondo, equipe que terminou em quarto lugar na final com 54,950 pontos, apenas 0,5 ponto atrás da Itália, medalhista de bronze. Representou a Espanha também em Campeonatos Mundiais, onde ganhou o bicampeonato no evento de 10 maças em 2013 e 2014, a medalha de bronze no conjunto de 3 bolas e 2 fitas, em 2013, e no grupo geral em 2015.
Disputou pela segunda vez os Jogos Olímpicos no Rio de Janeiro, em 2016, onde fez parte do grupo espanhol que conquistou a medalha de prata por equipes junto com Artemi Gavezou e as remanescentes de 2012 Aguilar, Mohedano e Quereda. Após terminarem em primeiro lugar nas qualificatórias, as espanholas acabaram sendo superadas pela Rússia na final (35,766 pontos), mas obtendo a primeira medalha para a Espanha na ginástica rítmica desde 1996.